# Diana Zurco
Diana Zurco (Hurlingham, 12 de octubre de 1980) es una periodista y locutora argentina. Fue la primera presentadora trans en un noticiero central de su país, trabajando desde 2020 hasta 2024 en la Televisión Pública. También es la primera mujer trans en graduarse del Instituto Superior de Enseñanza de Radiodifusión (ISER).

## Biografía
Diana fue a la escuela secundaria en un colegio católico de Hurlingham, el Cardenal Stepinac. Sus primeros trabajos fueron en peluquerías y salones de belleza, donde llegó a estar a cargo de 100 personas a pesar de las dificultades laborales que tuvo que enfrentar por su identidad de género. Tras abandonar el rubro, decidió estudiar locución.
En diciembre de 2014 obtuvo su diploma de locutora nacional en el Instituto Superior de Enseñanza de Radiodifusión (ISER). Fue la primera mujer trans en recibirse de locutora con su identidad de género autopercibida, a dos años de la Ley de Identidad de Género en Argentina.
En 2015 inició su carrera en los medios como locutora y redactora de noticias del Servicio Informativo de Radio Ciudad AM 1110. También trabajó como parte del equipo periodístico del programa radial Cosas que pasan, Massaccessi que nunca y en campañas publicitarias.
Entre 2020 y 2024 condujo en la edición central del noticiero de la Televisión Pública.
En 2022 fue homenajeada junto a otras 14 profesionales de los medios, por parte del colectivo Periodistas Argentinas, en tanto referente e inspiradora. Este reconocimiento le fue entregado el 8 de marzo en el marco del Día Internacional de la Mujer.
En abril de 2025, fue conductora de reemplazo de Lionel Pecoraro y Fernando Piaggio en El Run Run del espectáculo emitido por Crónica TV.